# Plovdiv (region)
Plovdiv är en region (oblast) i Bulgarien som har 669 796 invånare (2017). Dess huvudstad är Plovdiv. 
Kommuner i regionen är Asenovgrad, Brezovo, Chisarja, Kalojanovo, Karlovo, Kritjim, Kuklen, Lăki, Maritsa, Părvomaj, Perusjtitsa, Plovdiv, Rakovski, Rodopi, Sadovo, Săedinenie, Sopot och Stambolijski.